# Distretto di Mueang Phetchabun
Il distretto di Mueang Phetchabun (in thailandese: เมืองเพชรบูรณ์) è un distretto (amphoe) della Thailandia, situato nella provincia di Phetchabun, della quale è il capoluogo.